# Linus Kefer
Linus Kefer (* 21. Juli 1909 in Garsten; † 10. Jänner 2001 in Linz) war ein österreichischer Pädagoge, Schriftsteller und Übersetzer.

## Leben
Im März 1933 trat er der NSDAP bei und wurde wegen Verdachts auf eine damals illegale Betätigung für die NSDAP aus dem Schuldienst entlassen.
Nach dem Anschluss fand er eine Anstellung im Reichspropagandaamt in Linz und arbeitete für örtliche Tageszeitungen. Kurz vor Antritt des Wehrdienstes wurde er zum Landesleiter der Reichsschrifttumskammer im Gau Oberdonau ernannt.
Er war u. a. Mitglied der Innviertler Künstlergilde. Seine Werke wurden während des Krieges und danach teilweise gemeinsam mit jenen anderer Autoren veröffentlicht.
Zudem übersetzte er Oliver Goldsmiths Roman The Vicar of Wakefield ins Deutsche.

## Werke
- Weissagungen der Regenmacher. Salzburg 1969
- Der Sturz des Blinden. Jena 1938, Wien 1952 und 1963
- Das verschlossene Zimmer. Wien 1959
- Die Kinder des Richters. Wien 1959
- Die Nacht des Hirten. Jena 1943